# Diastella parilis
Diastella parilis är en tvåhjärtbladig växtart som beskrevs av Richard Anthony Salisbury. Diastella parilis ingår i släktet Diastella och familjen Proteaceae. Inga underarter finns listade i Catalogue of Life.